# Spitzhammer

Zwei Spitzhämmer im Wappen der finnischen Ortschaft Kisko.

Ein Spitzhammer ist ein Werkzeug, mit dem sich Gesteine manuell bearbeiten lassen. Spitzhämmer werden von Dachdeckern, Steinmetzen, Bergleuten und Geologen verwendet. Spitzhämmer befinden sich in zahlreichen Ortswappen, und dieses Werkzeug trägt bei den Freimaurern eine besondere Symbolik.
Die Spitzhämmer haben auf einer Seite eine Spitze, auf der anderen eine so genannte Bahn, eine gerade geschmiedete Fläche. Der metallene Kopf wird normalerweise durch einen hölzernen Stiel gehalten. Die Geologenhämmer sind durchaus anders geformt (siehe Abbildung weiter unten).
Heute werden anstelle vom Spitzhämmer auch Spitzmeißel in Druckluftwerkzeugen oder Bohrhämmern verwendet, oft etwa zum Aufrauen oder zum Abbrechen von Beton.

## Bergbau
Im Bergbau wurden seit alters her Spitzhämmer zum Zertrümmern von Gestein und zum Vortreiben von Schächten verwendet. Erst später wurde Schwarzpulver zum Sprengen im Bergbau verwendet. Der Spitzhammer wurde nicht nur als Schlagwerkzeug benutzt, sondern die Spitze des Spitzhammers wurde auf das Gestein angesetzt und mit einem Fäustel auf die Bahn des Spitzhammers geschlagen, um Gesteinsbrocken abzutrennen.

## Steinmetzen, Steinhauer
Der Spitzhammer der Steinmetzen oder Steinhauer dient der groben Bearbeitung der Steinflächen von Marmor. Er dürfte etwa zwei bis drei Kilogramm wiegen und ist ein fäustelförmiges Handwerkzeug allerdings mit einer vierseitigen Spitze auf einer Seite und auf der anderen Seite mit einer geraden Bahn. Der Einsatz von Spitzhämmern ist seit der griechischen Antike bekannt und seit Römerzeit durch Funde in Marmor-Steinbrüchen nachgewiesen. Heute kommt dieses Werkzeug vermutlich nicht zum Einsatz, da die Steinoberflächen durch Steinsägen hergestellt werden, außer in den italienischen Steinbrüchen des Carrara-Marmors findet er bis zum heutigen Tage vereinzelt Verwendung.

## Dachdecker und Schieferdecker

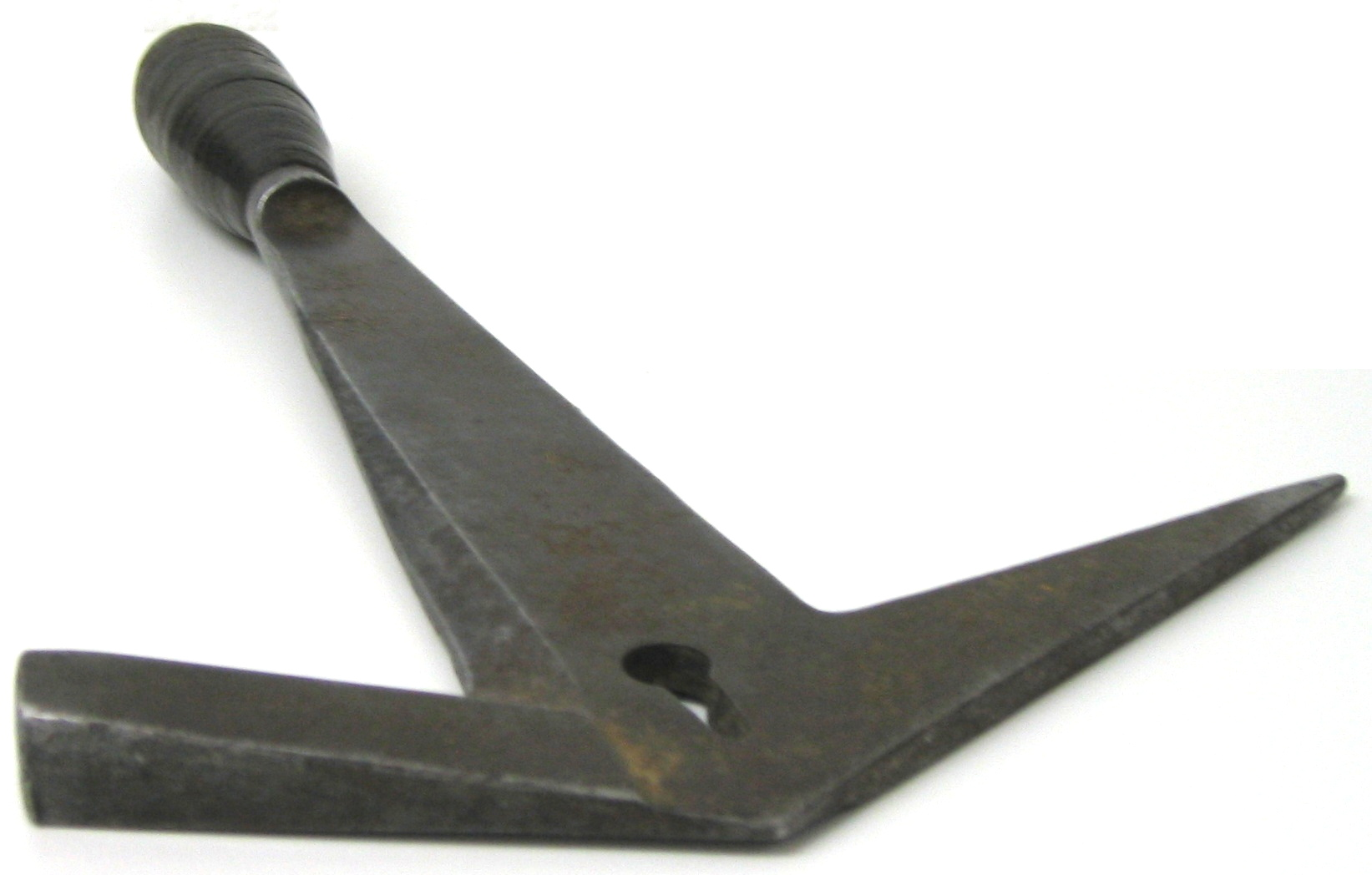
Schieferhammer

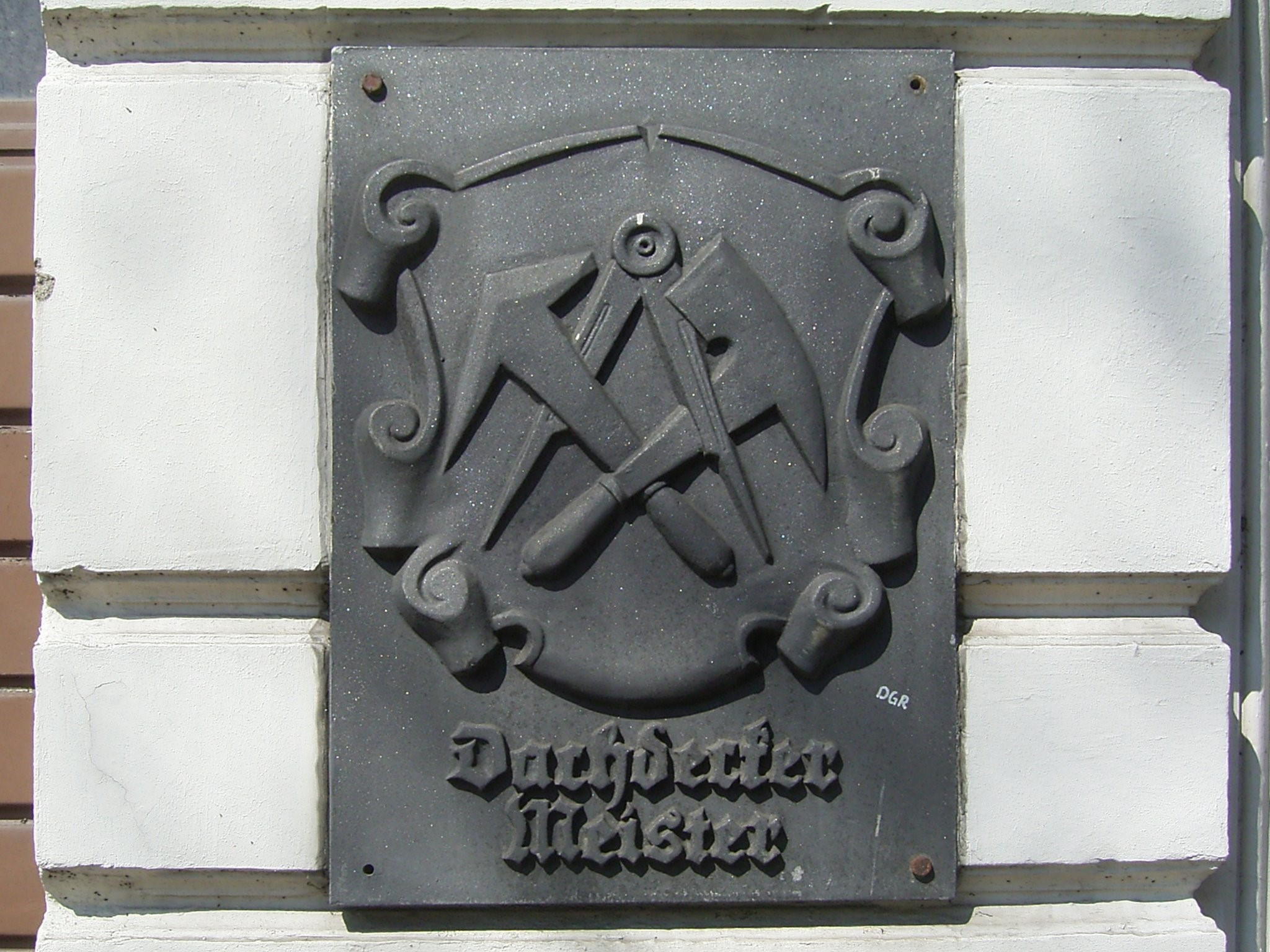
Wappen der Dachdecker, links Schieferhammer und rechts Dachziegelhammer

Der Schieferhammer ist ein multifunktionales Werkzeug, mit dem Schiefer bis zu einer Stärke von 6 bis 7 Millimetern auf einer so genannten Haubrücke zurechtgeformt werden kann. Mit diesem Hammer ist es Schieferdeckern auch möglich, Nagellöcher in Schieferplatten zu schlagen und diese als Schieferdeckung zu vernageln. Die Spitze des Hammers steht rechtwinklig vom Schaft ab und enthält meist ein Loch, mit dem Nägel herausgehebelt werden können. Der Schieferhammer wird von Dachdeckern in einer Kette oder einem Lederriemen am Beinkleid getragen.

## Geologen

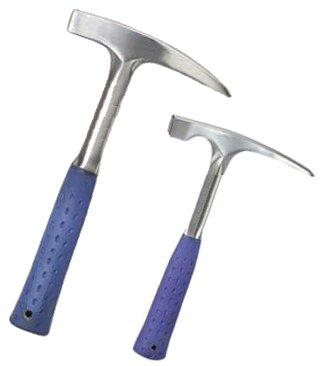
Spitzhämmer als Geologenhämmer, links: Pick-, rechts: Schürfhammer

Der Geologenhammer ist ein Werkzeug, das bei der geologischen Feldarbeit benutzt wird, um das anstehende Gestein zu zerschlagen. Bei der Fossiliensuche können im Gestein liegende Fossilien freigelegt werden. Die abgeschlagenen Gesteinsproben werden für weitere geologische Untersuchungen verwendet.

## Ergonomie und Arbeitssicherheit
Bei der Arbeit mit dem Spitzhammer, sofern Gestein bearbeitet wird, muss eine Schutzbrille getragen werden, um die Augen vor abplatzenden Gesteinssplittern zu schützen.
Der Stiel der Spitzhämmer besteht traditionell aus Eschen- oder Hickory-Holz. Neuerdings sind Griffe auch aus Weich-PVC, Glasfaser oder Leder geformt. Die Griffe der Spitzhämmer werden teilweile vibrationsdämmend und ergonomisch geformt. Neuerdings werden Spitzhämmer hinsichtlich des Gewichts ermüdungs- und rückschlagfrei zwischen Kopf und Stiel ausbalanciert.